# گالیوم لپتوگنیوم
گالیوم لپتوگنیوم (نام علمی: Galium leptogonium) نام یک گونه از سرده شیرپنیر است.